# Färöische Fußballmeisterschaft 2010
Die Färöische Fußballmeisterschaft 2010 wurde in der Vodafonedeildin genannten ersten färöischen Liga ausgetragen und war insgesamt die 68. Saison. Sie sollte ursprünglich am 31. März 2010 mit dem Spiel von NSÍ Runavík gegen ÍF Fuglafjørður gestartet werden, dieses musste jedoch aufgrund von Schneefall nach 15 Minuten abgebrochen werden. Der erste Spieltag wurde schließlich am 1. April gespielt, am 23. Oktober 2010 endete die Saison.
Die Aufsteiger FC Suðuroy und B71 Sandur kehrten nach einem beziehungsweise zwei Jahren in die höchste Spielklasse zurück. Mit AB Argir, B36 Tórshavn und HB Tórshavn spielten drei Vereine aus derselben Stadt in der ersten Liga (Argir wurde 1997 zu Tórshavn eingemeindet). Meister wurde Titelverteidiger HB Tórshavn, die den Titel somit zum 21. Mal erringen konnten. Absteigen mussten hingegen FC Suðuroy sowie AB Argir nach einem beziehungsweise zwei Jahren Erstklassigkeit.
Im Vergleich zur Vorsaison verschlechterte sich die Torquote auf 3,24 pro Spiel. Die höchsten Siege erzielten NSÍ Runavík mit einem 9:1 im Heimspiel gegen B71 Sandur am letzten Spieltag, was gleichzeitig das torreichste Spiel darstellte, sowie EB/Streymur mit dem 8:0-Heimsieg ebenfalls gegen B71 Sandur am 17. Spieltag.

## Modus
In der Vodafonedeildin spielte jede Mannschaft an 27 Spieltagen jeweils drei Mal gegen jede andere. Aufgrund der Vorjahresplatzierung trugen HB Tórshavn, EB/Streymur, Víkingur Gøta, NSÍ Runavík und B68 Toftir ein zusätzliches Heimspiel aus. Die punktbeste Mannschaft zu Saisonende stand als Meister dieser Liga fest, die letzten beiden Mannschaften stiegen in die 1. Deild, die färöische Zweitklassigkeit, ab.

### 15. Spieltag
Eine Besonderheit bot der 15. Spieltag. Nur ein Spiel, ÍF Fuglafjördur gegen AB Argir, fand am 3. Juli und damit termingerecht zwischen dem 14. und dem 16. Spieltag statt. Die übrigen vier Spiele fanden erst am 28. August statt, zwischen dem 19. und 20. Spieltag.

## Saisonverlauf

### Meisterschaftsentscheidung
HB Tórshavn startete nur mit zwei Unentschieden in die Saison. Durch fünf Siege in Folge konnte jedoch die Tabellenführung von B36 Tórshavn übernommen werden, die nach drei Siegen zu Saisonbeginn neun Spiele in Folge nicht mehr gewinnen konnten und somit auf den sechsten Platz abrutschten. HB konnte die Tabellenführung bis auf eine Ausnahme bis zum 11. Spieltag halten. Durch ein 1:1 bei AB Argir setzte sich NSÍ Runavík an die Spitze, welche nach nur einem Punkt aus den ersten vier Spielen durch neun Siege in Folge vom letzten auf den ersten Platz kletterten. Am 18. Spieltag betrug der Vorsprung bereits sieben Punkte. Die nächsten fünf Spiele konnten jedoch allesamt nicht gewonnen werden, gleichzeitig gelangen HB in diesem Zeitraum vier Siege, woraufhin die Tabellenführung wieder wechselte. Am 24. Spieltag gelang NSÍ mit einem 2:1 gegen AB Argir erneut der Sprung an die Spitze, durch zwei weitere Niederlagen zog anschließend neben HB auch EB/Streymur an NSÍ vorbei. Die Meisterschaft wurde schließlich am letzten Spieltag entschieden. HB Tórshavn gewann hierbei als Tabellenführer mit 2:1 gegen B36 Tórshavn und behauptete somit den Vorsprung vor dem Zweitplatzierten EB/Streymur, die ihr Spiel mit 3:1 gegen B68 Toftir gewinnen konnten.

### Abstiegskampf
AB Argir befand sich fast die komplette Saison über in der Abstiegszone, Ausnahmen waren hierbei lediglich der dritte und vierte Spieltag, welche auf dem achten Platz verbracht wurden. Der erste Saisonsieg gelang AB erst am neunten Spieltag mit einem 1:0 gegen den späteren Mitabsteiger FC Suðuroy, der zweite Saisonsieg folgte erst am letzten Spieltag gegen denselben Gegner, dieses Spiel ging ebenfalls 1:0 aus. Nach dem 24. Spieltag stand AB als erster Absteiger fest. Das Auswärtsspiel an diesem Spieltag gegen NSÍ Runavík wurde mit 1:2 verloren, somit konnte der Rückstand auf den Achtplatzierten B71 Sandur nicht mehr aufgeholt werden.
Der zweite Absteiger FC Suðuroy startete mit fünf Punkten aus den ersten vier Spielen und befand sich zunächst auf dem sechsten Platz. Danach folgten neun Spiele ohne Sieg, was zum Absturz auf den letzten Platz führte. In den letzten 14 Spielen folgten zwar vier Siege, eine Verbesserung gelang jedoch nur noch auf den neunten Platz. Am letzten Spieltag stand der Abstieg endgültig fest. Obwohl der Achtplatzierte B71 Sandur sein Auswärtsspiel bei NSÍ Runavík mit 1:9 verlor, reichte dies für B71 zum Klassenerhalt, da FC Suðuroy mit 0:1 bei AB Argir verlor, wobei bereits ein Unentschieden für den achten Platz gereicht hätte. Das entscheidende Tor wurde in der 67. Minute durch Tróndur Sigurðsson per Elfmeter erzielt.

## Abschlusstabelle
| Pl. | Verein            | Sp. | S  | U | N  | Tore    | Diff. | Punkte |
| --- | ----------------- | --- | -- | - | -- | ------- | ----- | ------ |
| 1.  | HB Tórshavn (M)   | 27  | 16 | 6 | 5  | 049:320 | +17   | 54     |
| 2.  | EB/Streymur       | 27  | 14 | 9 | 4  | 065:300 | +35   | 51     |
| 3.  | NSÍ Runavík       | 27  | 14 | 6 | 7  | 060:330 | +27   | 48     |
| 4.  | ÍF Fuglafjørður   | 27  | 12 | 7 | 8  | 050:410 | +9    | 43     |
| 5.  | Víkingur Gøta (P) | 27  | 12 | 7 | 8  | 044:350 | +9    | 43     |
| 6.  | B36 Tórshavn      | 27  | 11 | 7 | 9  | 044:360 | +8    | 40     |
| 7.  | B68 Toftir        | 27  | 8  | 7 | 12 | 042:470 | −5    | 31     |
| 8.  | B71 Sandur (N)    | 27  | 5  | 8 | 14 | 024:650 | −41   | 23     |
| 9.  | FC Suðuroy 1 (N)  | 27  | 5  | 7 | 15 | 033:540 | −21   | 22     |
| 10. | AB Argir          | 27  | 2  | 8 | 17 | 027:650 | −38   | 14     |

Platzierungskriterien: 1. Punkte – 2. Tordifferenz – 3. geschossene Tore

| (M) | Meister des Vorjahrs           |
| (P) | Pokalsieger des Vorjahrs       |
| (N) | Neuaufsteiger aus der 2. Deild |

## Spiele und Ergebnisse
|                 | AB  | AB  | B36 | B36 | B68 | B68 | B71 | B71 | EB/S | EB/S | FCS | FCS | HB  | HB  | ÍF  | ÍF  | NSÍ | NSÍ | Víkingur | Víkingur |
| --------------- | --- | --- | --- | --- | --- | --- | --- | --- | ---- | ---- | --- | --- | --- | --- | --- | --- | --- | --- | -------- | -------- |
| AB Argir        |     |     | 2:2 | 0:5 | 1:2 |     | 3:3 | 0:4 | 1:2  |      | 1:0 | 1:0 | 1:1 |     | 0:2 | 1:4 | 0:0 |     | 1:1      |          |
| B36 Tórshavn    | 1:0 |     |     |     | 3:1 | 3:1 | 1:1 |     | 1:1  |      | 1:0 |     | 1:0 |     | 1:1 | 1:0 | 1:5 | 2:1 | 1:2      | 1:3      |
| B68 Toftir      | 1:1 | 3:0 | 1:0 |     |     |     | 5:0 | 1:1 | 1:1  |      | 1:1 |     | 2:2 |     | 1:0 | 3:3 | 0:3 | 3:2 | 5:3      | 2:0      |
| B71 Sandur      | 1:0 |     | 0:3 | 0:0 | 1:0 |     |     |     | 2:3  | 0:4  | 3:1 | 2:2 | 0:1 | 0:2 | 0:2 |     | 1:6 |     | 0:0      |          |
| EB/Streymur     | 2:1 | 6:0 | 1:2 | 4:1 | 3:0 | 3:1 | 8:0 |     |      |      | 2:0 | 5:2 | 0:1 | 1:1 | 3:0 |     | 1:1 |     | 2:2      |          |
| FC Suðuroy      | 3:3 |     | 1:1 | 2:1 | 3:1 | 2:1 | 2:1 |     | 0:1  |      |     |     | 0:3 |     | 0:3 |     | 1:1 | 1:1 | 1:3      | 0:2      |
| HB Tórshavn     | 2:1 | 3:0 | 2:2 | 2:1 | 4:3 | 1:0 | 1:2 |     | 5:2  |      | 4:4 | 1:4 |     |     | 2:0 |     | 2:1 | 3:2 | 2:0      |          |
| ÍF Fuglafjørður | 4:4 |     | 0:5 |     | 4:2 |     | 1:1 | 3:0 | 1:1  | 3:3  | 2:0 | 3:1 | 2:1 | 1:2 |     |     | 3:5 |     | 0:1      |          |
| NSÍ Runavík     | 3:0 | 2:1 | 4:3 |     | 2:1 |     | 2:0 | 9:1 | 2:1  | 0:0  | 2:1 |     | 2:0 |     | 1:2 | 0:0 |     |     | 0:2      | 0:1      |
| Víkingur Gøta   | 5:3 | 3:1 | 1:0 |     | 0:0 |     | 0:0 | 5:0 | 2:2  | 0:3  | 4:1 |     | 0:0 | 0:1 | 1:3 | 1:3 | 2:3 |     |          |          |

## Torschützenliste
Bei gleicher Anzahl von Treffern sind die Spieler nach dem Nachnamen alphabetisch geordnet.
| Platz | Spieler                  | Mannschaft      | Tore |
| ----- | ------------------------ | --------------- | ---- |
| 1     | Arnbjørn Theodor Hansen  | EB/Streymur     | 22   |
| 1     | Christian Høgni Jacobsen | NSÍ Runavík     | 22   |
| 3     | Fróði Benjaminsen        | HB Tórshavn     | 13   |
| 4     | Øssur Dalbúð             | ÍF Fuglafjørður | 11   |
| 4     | Klæmint Olsen            | NSÍ Runavík     | 11   |
| 6     | Pól Jóhannus Justinussen | B68 Toftir      | 10   |
| 6     | Jón Krosslá Poulsen      | FC Suðuroy      | 10   |
| 6     | Sølvi Vatnhamar          | Víkingur Gøta   | 10   |
| 9     | Rógvi Poulsen            | HB Tórshavn     | 08   |
| 9     | Hans Pauli Samuelsen     | EB/Streymur     | 08   |
| 9     | Nenad Saric              | ÍF Fuglafjørður | 08   |
| 9     | Daniel Udsen             | EB/Streymur     | 08   |

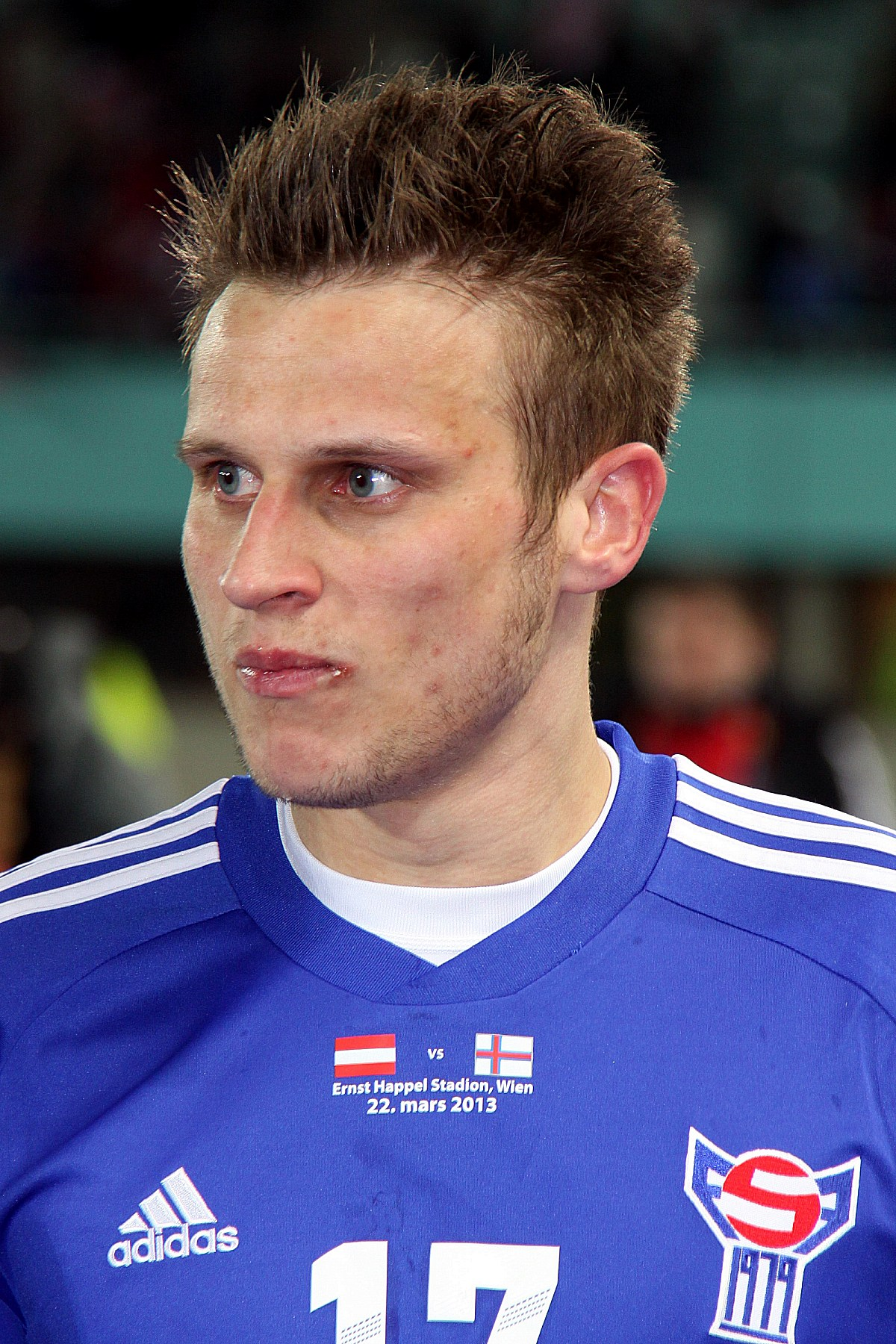
Torschützenkönig Arnbjørn Theodor Hansen

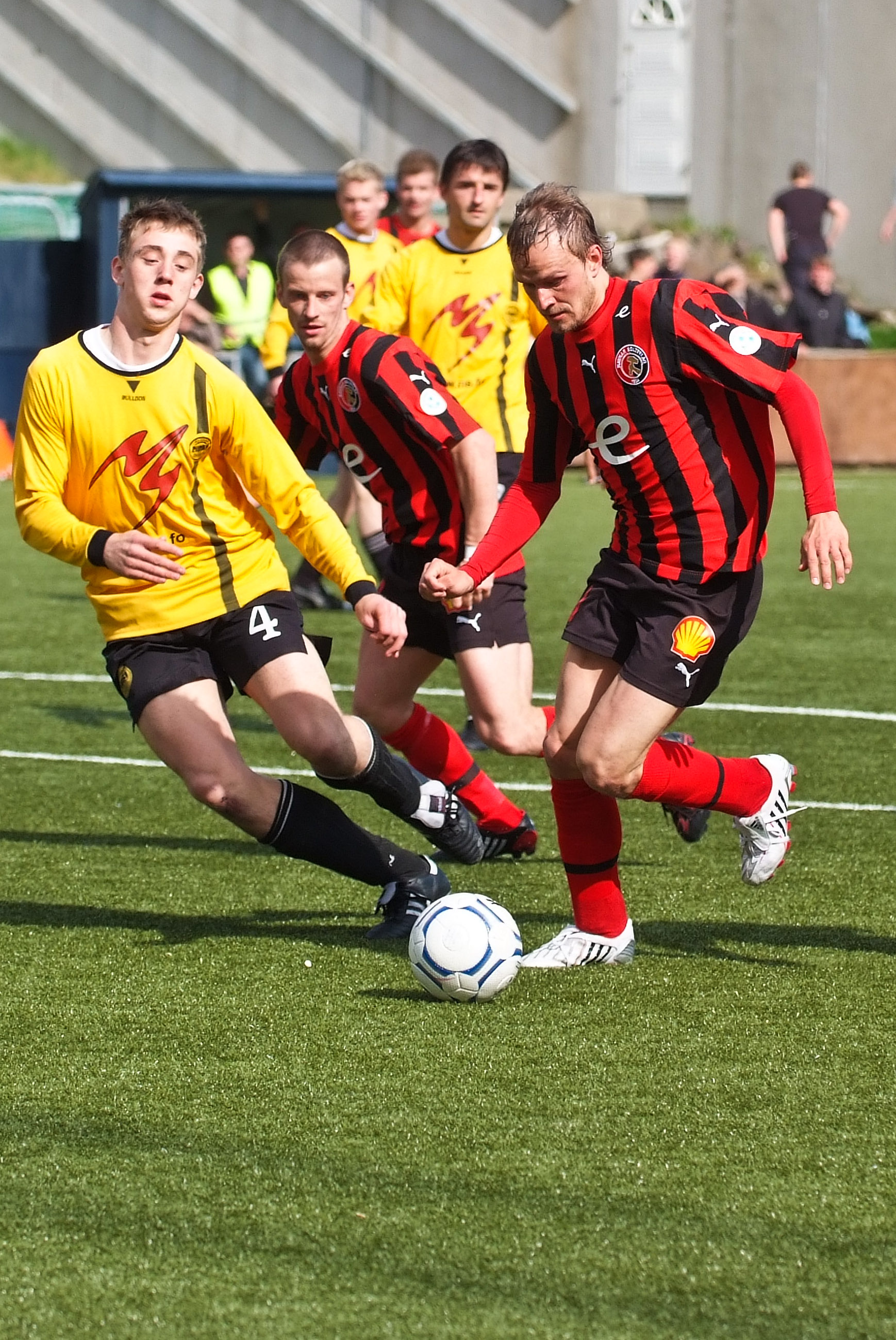
Torschützenkönig Christian Høgni Jacobsen am Ball

Dies war nach 2008 der zweite Titel für Arnbjørn Theodor Hansen und nach 2005 sowie 2006 der dritte Titel für Christian Høgni Jacobsen.

## Trainer
| Mannschaft      | Trainer                 | Spieltage |
| --------------- | ----------------------- | --------- |
| AB Argir        | Allan Mørkøre           | 01–19     |
| AB Argir        | Sámal Erik Hentze       | 18–27     |
| B36 Tórshavn    | Sigfríður S. Clementsen | 01–14     |
| B36 Tórshavn    | Allan Mørkøre           | 15        |
| B36 Tórshavn    | Sigfríður S. Clementsen | 16–19     |
| B36 Tórshavn    | Allan Mørkøre           | 20–27     |
| B68 Toftir      | Bill Mc. Leod Jacobsen  | 01–27     |
| B71 Sandur      | Piotr Krakowski         | 01–27     |
| EB/Streymur     | Heðin Askham            | 01–27     |
| FC Suðuroy      | Jón Pauli Olsen         | 01–27     |
| HB Tórshavn     | Kristján Guðmundsson    | 01–21     |
| HB Tórshavn     | Julian Hansen           | 22–27     |
| ÍF Fuglafjørður | Abraham Løkin           | 01–27     |
| NSÍ Runavík     | Pauli Poulsen           | 01–27     |
| Víkingur Gøta   | Jógvan Martin Olsen     | 01–27     |

Insgesamt drei Teams wechselten Trainer aus. Aufgrund der oben erwähnten Zerrissenheit des 15. Spieltages wurde Allan Mørkøre bei AB Argir zwischen dem 19. und 20. Spieltag entlassen (23. August 2010). Der Wechsel von Sigfríður Clementsen auf Allan Mørkøre bei B36 Tórshavn dagegen (24. August 2010) erfolgte zwischen dem 14. und 20. Spieltag, da für B36 der 15. Spieltag erst auf den 19. Spieltag folgte.
AB Argir verblieb auch nach dem Trainerwechsel auf dem letzten Tabellenplatz. HB Tórshavn konnte sich hingegen um eine Position auf den ersten Tabellenplatz verbessern. B36 Tórshavn verblieb auf seiner Position, wenn man von der Platzierung nach dem 19. Spieltag ausgeht.

## Spielstätten
In Klammern sind bei mehreren aufgeführten Stadien die Anzahl der dort ausgetragenen Spiele angegeben.
| Mannschaft      | Stadion              | Spielort     |
| --------------- | -------------------- | ------------ |
| AB Argir        | Inni í Vika          | Argir        |
| B36 Tórshavn    | Gundadalur           | Tórshavn     |
| B68 Toftir      | Svangaskarð (13)     | Toftir       |
| B68 Toftir      | Tofta Leikvøllur (1) | Toftir       |
| B71 Sandur      | Inni í Dal           | Sandur       |
| EB/Streymur     | Við Margáir          | Streymnes    |
| FC Suðuroy      | Á Eiðinum            | Vágur        |
| HB Tórshavn     | Gundadalur           | Tórshavn     |
| ÍF Fuglafjørður | Í Fløtugerði         | Fuglafjørður |
| NSÍ Runavík     | Við Løkin            | Runavík      |
| Víkingur Gøta   | Sarpugerði (13)      | Norðragøta   |
| Víkingur Gøta   | Uppi á Brekku (1)    | Leirvík      |

## Schiedsrichter
Folgende Schiedsrichter, darunter auch jeweils einer aus Finnland und Schweden, leiteten die 135 Erstligaspiele:
| Name                     | Stammverein     | Spiele |
| ------------------------ | --------------- | ------ |
| Eiler Rasmussen          | Skála ÍF        | 25     |
| Petur Reinert            | Víkingur Gøta   | 22     |
| Ransin Napoleon Djurhuus | HB Tórshavn     | 21     |
| Rúni Gaardbo             | B68 Toftir      | 19     |
| Lars Müller              | Royn Hvalba     | 18     |
| Dagfinn Olsen            | NSÍ Runavík     | 17     |
| Páll Augustinussen       | VB/Sumba        | 10     |
| Jari Järvinen            | Finnland        | 01     |
| Bárður Mortensen         | ÍF Fuglafjørður | 01     |
| Mattias Nyman            | –               | 01     |

## Die Meistermannschaft
In Klammern sind die Anzahl der Einsätze sowie die dabei erzielten Tore genannt.
| 1. | HB Tórshavn |
|    | Tór-Ingar Akselsen (14/2) \| Fróði Benjaminsen (27/13) \| Jógvan Rói Davidsen (1/0) \| Marcin Dawid (18/0) \| Andrew av Fløtum (25/7) \| Símun Rógvi Hansen (2/0) \| Levi Hanssen (26/1) \| Rógvi S. Holm (17/1) \| Þórður S. Hreiðarsson (27/3) \| Rókur Jespersen (11/1) \| Páll M. Joensen (5/0) \| Pætur T. Jørgensen (17/0) \| Milan Kuljić (22/2) \| Hans á Lag (14/0) \| Vagnur M. Mortensen (20/0) \| Kristin R. Mouritsen (6/0) \| Kári Nielsen (16/1) \| Jógvan Andrias Nolsøe (8/1) \| Ólavur í Ólavsstovu (1/0) \| Rógvi Poulsen (27/8) \| Hendrik Rubeksen (23/3) \| Símun Eiler Samuelsen (26/4) \| Tórður Thomsen (7/0) \| Hanus Thorleifsson (9/1) ohne Einsatz: Bárður Mortansson \| Óli Arge \| Poul Thomas Dam \| Páll Holm Jacobsen \| Dánjal Pauli í Búðini \| Kaj Niclasen \| Thomas Juul Thomsen - Trainer: Julian Hansen |

## Auszeichnungen
Nach dem Saisonende gaben die Kapitäne und Trainer der zehn Ligateilnehmer sowie Pressemitglieder ihre Stimmen zur Wahl der folgenden Auszeichnungen ab:
- Spieler des Jahres: Fróði Benjaminsen (HB Tórshavn)
- Torhüter des Jahres: András Gángó (NSÍ Runavík)
- Trainer des Jahres: Heðin Askham (EB/Streymur)
- Nachwuchsspieler des Jahres: Erling D. Jacobsen (Víkingur Gøta)

## Nationaler Pokal
Im Landespokal gewann EB/Streymur mit 1:0 gegen ÍF Fuglafjørður. Meister HB Tórshavn schied bereits in der ersten Runde mit 0:1 gegen B36 Tórshavn aus.

## Europapokal
2010/11 spielte HB Tórshavn als Meister des Vorjahres in der 2. Qualifikationsrunde zur Champions League gegen FC Red Bull Salzburg. Auswärts wurde das Spiel mit 0:5 verloren, zu Hause konnte jedoch ein 1:0-Sieg erzielt werden.
EB/Streymur spielte in der 1. Qualifikationsrunde zur UEFA Europa League gegen Kalmar FF. Nach der 0:1-Niederlage im Hinspiel wurde auch das Rückspiel zu Hause mit 0:3 verloren.
NSÍ Runavík spielte ebenfalls in der 1. Qualifikationsrunde zur UEFA Europa League gegen Gefle IF und verlor nach dem 0:2 im Hinspiel auch das Rückspiel in Schweden mit 1:2.
Víkingur Gøta spielte als Pokalsieger des Vorjahres in der 2. Qualifikationsrunde zur UEFA Europa League gegen Beşiktaş Istanbul und verlor auswärts mit 0:3 sowie zu Hause mit 0:4.